# Roberta Collins
Roberta Collins, nata Roberta Lee Hefley (Alhambra, 17 novembre 1944 – Los Angeles, 16 agosto 2008), è stata un'attrice statunitense.

## Filmografia parziale
- Sesso in gabbia (The Big Doll House), regia di Jack Hill (1971)
- Rivelazioni di un'evasa da un carcere femminile (Women in Cages), regia di Gerardo de Leon (1971)
- Sensualità morbosa (Sweet Kill), regia di Curtis Hanson (1973)
- Le sensitive (Wonder Women), regia di Robert Vincent O'Neil (1973)
- Dinamite agguato pistola (Three the Hard Way), regia di Gordon Parks Jr. (1974)
- Anno 2000 - La corsa della morte (Death Race 2000), regia di Paul Bartel (1975)
- The Witch Who Came from the Sea, regia di Matt Cimber (1976)
- Quel motel vicino alla palude (Eaten Alive), regia di Tobe Hooper (1976)
- Whiskey Mountain, regia di William Grefé (1977)
- Speed Interceptor III (Speedtrap), regia di Earl Bellamy (1977)
- Uppercut (Matilda), regia di Daniel Mann (1978)
- Saturday the 14th, regia di Howard R. Cohen (1981)
- Il giustiziere della notte n. 2 (Death Wish II), regia di Michael Winner (1982)
- Hardbodies, regia di Mark Griffiths (1984)
- Anche i fantasmi lo fanno (School Spirit), regia di Alan Holleb (1985)
- Vacanze bollenti per quei pazzi porcelloni (Hardbodies 2), regia di Mark Griffiths (1986)
- Vendetta (Angels Behind Bars), regia di Bruce Logan (1986)